# Dominik Bac
Dominik Bac (ur. 1979) – polski kapitan jachtowy, przewodnik wypraw i fotograf. 

## Życiorys
Uzyskał tytuł magistra turystyki w Instytucie Turystyki Akademii Wychowania Fizycznego w Krakowie. Posiada żeglarskie doświadczenia m.in. z Bałtyku, Morza Północnego i Śródziemnego oraz z akwenów arktycznych. 
Współorganizator, uczestnik i fotograf wyprawy Cape Horn – Antarctica Expedition 2002/2003; pomysłodawca i współautor projektu wyprawy QNT Northwest Passage Jubilee Voyage 2006; wykładowca nawigacji na żaglowcu Pogoria. Dominik Bac jako jeden z kapitanów poprowadził jacht S/Y Stary przez najtrudniejszy odcinek wyprawy QNT Northwest Passage z Atlantyku na Pacyfik, przez Arktykę Kanadyjską i Alaskę.
Wielokrotny członek Rady w kategorii Żeglarstwo festiwalu Kolosy w Gdyni.

## Ważniejsze wyprawy i projekty
- 2022 – Wyprawa żeglarska na archipelag Svalbard w celu udokumentowania najbardziej wysuniętego na północ siedliska mięsożernej rośliny - Pinguicula alpina[4].
- 2012 / 2014 / 2015 / 2019 – Wyprawy żeglarskie w północnej Norwegii.
- 2007 / 2015 / 2016 / 2018 / 2021 / 2022 / 2023 / 2024 – Wyprawy do Panamy - wizyty u społeczności Embera i Guna.
- 2017 i 2019 – Nukak-Makú - ostatni koczownicy Amazonii - wizyty u rdzennych społeczności w Departamencie Guaviare w Kolumbii.
- 2008 / 2011 / 2018 / 2022 – Wyprawy "Serce Świata" w góry Sierra Nevada de Santa Marta dokumentujące życie rdzennych społeczności Arhuaco, Kogi i Wiwa[6].
- 2006-2007 – Opłynięcie Ameryki Północnej przez Przejście Północno-Zachodnie na 42-stopowym jachcie żaglowym Stary, upamiętniającym setną rocznicę wyprawy Roalda Amundsena. Dokumentowanie zmian, które zaszły w środowisku i u lokalnych społeczności rdzennych w ciągu 100 lat od podróży Amundsena. Podczas wyprawy nakręcono film dokumentalny pt. "W poszukiwaniu legendy"[7]. Wyprawa nagrodzona Nagrodą Kolosa 2007 w kategorii Żeglarstwo, nagrodą Rejs Roku 2006 (Srebrny Sekstant)[8] przyznaną przez Polski Związek Żeglarski oraz nagrodą Wyprawa Roku National Geographic Traveler Polska[9].
- 2002-2003 – Opłynięcie Ameryki Południowej wokół przylądka Horn i dotarcie do Wysp Antarktycznych jako najmłodsza załoga w historii. Wyprawa została uhonorowana Nagrodą Kolosa 2003 - główną nagrodą w kategorii Żeglarstwo. Rejs Roku 2003 (Srebrny Sekstant) przyznaną przez Polski Związek Żeglarski, Wyprawa Roku National Geographic Traveler Polska.